# 麥卡錫島 (肯普地)
麥卡錫島（英語：McCarthy Island）是南極洲的島嶼，位於肯普地，處於福爾德島東北面，長4公里，根據挪威探險隊拍攝的空中照片繪入地圖，現時由南極條約體系管理。